# Overkill
Overkill je američki thrash metal sastav iz New Jerseya, osnovan 1980. godine.
Tijekom godina je kroz sastav je prošlo mnogo članova te su od originalne postave u sastavu jedino pjevač Bobby "Blitz" Ellsworth te basist D. D. Verni. Do sada su objavili sedamnaest studijskih albuma te se uz Anthrax smatraju najuspješnijim thrash metal sastavom istočne obale SAD-a.

## Članovi
Sadašnji članovi
- D. D. Verni – bas-gitara, prateći vokali (1980.–danas)
- Bobby "Blitz" Ellsworth – glavni vokali (1980.–danas)
- Dave Linsk – glavna gitara, prateći vokali (1999.–danas)
- Derek Tailer – ritam gitara, prateći vokali (2002.–danas)
- Jason Bittner – bubnjevi (2017.–danas)

Koncertni članovi
- Mark Archibole – bubnjevi (1987.)
- Eddy Garcia – bubnjevi (2016. – 2017.)

Bivši članovi
- Rat Skates – bubnjevi (1980. – 1987.)
- Robert "Riff Thunder" Pisarek – gitara (1980. – 1981.)
- Anthony Ammendola – gitara  (1981.)
- Dan Spitz – gitara (1981.)
- Rich Conte – gitara (1981. – 1982.)
- Mike Sherry – gitara (1981. – 1982.)
- Joe – gitara (1982.)
- Bobby Gustafson – gitara, prateći vokali (1982. – 1990.)
- Sid Falck – bubnjevi (1987. – 1992.)
- Rob Cannavino – gitara, prateći vokali (1990. – 1995.)
- Merritt Gant – gitara, prateći vokali (1990. – 1995.)
- Tim Mallare – bubnjevi (1992. – 2005.)
- Joe Comeau – ritam gitara, prateći vokali (1995. – 1999.)
- Sebastian Marino – glavna gitara (1995. – 1999.)
- Ron Lipnicki – bubnjevi (2006. – 2017.)

## Diskografija
Studijski albumi
- Feel the Fire (1985.)
- Taking Over (1987.)
- Under the Influence (1988.)
- The Years of Decay (1989.)
- Horrorscope (1991.)
- I Hear Black (1993.)
- W.F.O. (1994.)
- The Killing Kind (1996.)
- From the Underground and Below (1997.)
- Necroshine (1999.)
- Bloodletting (2000.)
- Killbox 13 (2003.)
- ReliXIV (2005.)
- Immortalis (2007.)
- Ironbound (2010.)
- The Electric Age (2012.)
- White Devil Armory (2014.)
- The Grinding Wheel (2017.)
- The Wings of War (2019.)
- Scorched (2023.)

Koncertni albumi
- Wrecking Your Neck Live (1995.)
- Wrecking Everything - Live (2002.)
- Live from OZ (2013.)
- Live in Overhausen (2018.)

EP-ovi
- Overkill (1985.)
- !!!Fuck You!!! (1987.)
- Live to the Core (1992.)
- 6 Songs (2012.)

Split albumi
- The Can (1988.)
- Sexy Flexi (1990.)

## Vanjske poveznice
- Službena stranica